# Fatal Fury (серия игр)
Fatal Fury (яп. 餓狼伝説 Гаро Дэнсэцу — «Легенда о голодном волке») — серия игр в жанре файтинг, разработанная SNK для системы Neo-Geo.

## Игры
| Название                                         | Оригинальная платформа | Дата выпуска | Порты |
| ------------------------------------------------ | ---------------------- | ------------ | --- |
| Fatal Fury: King of Fighters                     | Neo Geo                | 25.11.1991   | Neo Geo (MVS, AES) Neo Geo CD, Sega Genesis, Sharp X68000, SNES, PlayStation 2, Virtual Console, PSN, PlayStation 4                                             |
| Fatal Fury 2                                     | Neo Geo                | 12.10.1992   | Neo Geo (MVS, AES) Neo Geo CD, PC Engine, Sega Genesis, SNES, Game Boy, Sharp X68000, PlayStation 2, Virtual Console                                            |
| Fatal Fury Special                               | Neo Geo                | 16.09.1993   | Neo Geo (MVS, AES), FM Towns, Game Gear, Neo Geo, Neo Geo CD, Sega CD, SNES, TurboGrafx CD, PlayStation 2, Virtual Console, Sharp X68000, Xbox Live Arcade, iOS |
| Fatal Fury 3: Road to the Final Victory          | Neo Geo                | 27.03.1995   | Neo Geo (MVS, AES), Neo Geo CD, Sega Saturn, Windows 95, PlayStation 2, Virtual Console                                                                         |
| Real Bout Fatal Fury                             | Neo Geo                | 20.12.1995   | Neo Geo (MVS, AES), Neo-Geo CD, Sega Saturn, PlayStation, PlayStation 2, PSN, Virtual Console, PlayStation 4                                                    |
| Real Bout Fatal Fury Special                     | Neo Geo                | 21.01.1997   | Neo Geo (MVS, AES), Neo-Geo CD, Sega Saturn, PlayStation, Game Boy, PlayStation 2, PSN, Virtual Console, PlayStation 4                                          |
| Real Bout Fatal Fury 2: The Newcomers            | Neo Geo                | 20.03.1998   | Neo Geo (MVS, AES), Neo-Geo CD, Neo Geo Pocket Color, PlayStation 2, Virtual Console, PlayStation 4                                                             |
| Real Bout Garou Densetsu Special: Dominated Mind | PlayStation            | 25.06.1998   | PlayStation, PSN |
| Fatal Fury: Wild Ambition                        | Hyper Neo Geo 64       | 28.01.1999   | Hyper Neo Geo 64, PlayStation, PSN |
| Fatal Fury: 1st Contact                          | Neo Geo Pocket Color   | 30.04.1999   | Neo Geo Pocket Color |
| Garou: Mark of the Wolves                        | Neo Geo                | 11.11.1999   | Neo Geo (MVS, AES), Sega Dreamcast, PlayStation 2, Xbox Live Arcade, iOS, PlayStation 4, PlayStation Vita                                                       |

## Сюжет
Игра Fatal Fury и связанная с ней серия игр Art of Fighting находятся в одной и той же вымышленной вселенной. Art of Fighting появился за несколько лет до первой игры серии Fatal Fury. Действие сюжетов двух игровых вселенных происходит в одном и том же вымышленном городе Саут-таун.
Fatal Fury: Wild Ambition также включает в себя персонажей, которые представлены в серии игр The King of Fighters.

## Персонажи
Как и в большинстве файтингов, в Fatal Fury есть большой список персонажей. Три главных героя из оригинальной игры — Терри Богард, Энди Богард и Джо Хигаси — появились в каждой игре вместе с женщиной-ниндзя Маи Сирануи. Некоторые персонажи появлялись вне серии, чаще всего в The King of Fighters и в Art of Fighting 2. Соответственно, персонажи из других вселенных появлялись в Fatal Fury. Рё Сакадзаки из Art of Fighting появляется в Fatal Fury Special. Garou: Mark of the Wolves — единственная игра Fatal Fury, в которой не фигурирует какой-либо возвращающийся персонаж, за исключением Терри Богарда, который был полностью переработан для игры.

## История
Сюжет Fatal Fury повествует о восхождении «Одинокого волка» Терри Богарда (отсюда японское название, которое переводится как «Легенда о голодном волке») и одновременно о падении криминальной империи Гиса Ховарда. Действие происходит в вымышленном американском городе Саут-таун. Наполнившись насилием и коррупцией, Саут-таун является идеальным фоном для ежегодного турнира «Король бойцов», организованного криминальным боссом Гисом Ховардом.
Во второй части серии появляется сводный брат Гиса Вольфганг Краузер, который интернационализирует турнир, чтобы собрать сильнейших бойцов мира. Турнир исчезает из сюжета в третьей игре, выделившись в отдельную серию The King of Fighters. В третьей игре Терри Богард пытается помешать Гису Ховарду получить древний свиток, который даст ему силу редкого и смертоносного боевого искусства.
После третьей игры серия была переименована в Real Bout Fatal Fury. В первой части серии происходит решающая битва между Терри Богардом и Гисом Ховардом. В этой игре появляется турнир «Король бойцов». Вторая игра Real Bout Fatal Fury Special посвящена возвращению Вольфганга Краузера.
Garou: Mark of the Wolves рассказывает о Роке Ховарде — сыне Гиса Ховарда и протеже Терри Богарда, который узнаёт о своём прошлом после вступления в турнир.

## Развитие
Продюсер Fatal Fury Такаси Нисияма и Хироси Мацумото из Fatal Fury 3 были одними из создателей оригинального Street Fighter. Мацумото также является создателем серии Art of Fighting.

## В других медиа
По Fatal Fury была создана трилогия анимированных фильмов, созданных NAS совместно с SNK. Вышел телевизионный спектакль, выпущенный в 1992 году на Fuji TV под названием Fatal Fury: Legend of the Hungry Wolf, на основе сюжета первой игры. В 1993 году вышел Fatal Fury 2: The New Battle, основанный на второй игре, который также транслировался на Fuji TV. Театрализованный фильм вышел в 1994 году под названием Fatal Fury: The Motion Picture, в которой есть оригинальный сюжет и новые персонажи. Первые два спецвыпуска были выпущены в одном экземпляре на LaserDisc, а затем на DVD.
VIZ Communications приобрела лицензию на трилогию и выпустила английские дублированные версии каждого фильма, выпустив их на VHS, а затем на DVD.